# HD 37481
HD 37481 è una stella di magnitudine 5,96 situata nella costellazione di Orione. Dista 1568 anni luce dal sistema solare.

## Osservazione

HD 37481 è una delle stelle azzurre più luminose presenti in questa immagine della regione a meridione della Nebulosa di Orione. È visibile tra la nebulosa stessa e la stella 49 Orionis, sulla sinistra dell'immagine.

Si tratta di una stella situata nell'emisfero celeste australe, ma molto in prossimità dell'equatore celeste; ciò comporta che possa essere osservata da tutte le regioni abitate della Terra senza alcuna difficoltà e che sia invisibile soltanto molto oltre il circolo polare artico. Nell'emisfero sud invece appare circumpolare solo nelle aree più interne del continente antartico. La sua magnitudine pari a 6 la pone al limite della visibilità ad occhio nudo, pertanto per essere osservata senza l'ausilio di strumenti occorre un cielo limpido e possibilmente senza Luna.
Il periodo migliore per la sua osservazione nel cielo serale ricade nei mesi compresi fra fine ottobre e aprile; da entrambi gli emisferi il periodo di visibilità rimane indicativamente lo stesso, grazie alla posizione della stella non lontana dall'equatore celeste.

## Caratteristiche fisiche
La stella è una subgigante blu; possiede una magnitudine assoluta di -2,45 e la sua velocità radiale positiva indica che la stella si sta allontanando dal sistema solare.